# Chloé Halbach
Pour les articles homonymes, voir Halbach.
Chloé Halbach est une joueuse de football belge née le 11 mars 1997, évoluant au poste de défenseur.

## Biographie
À partir de 2015, elle joue au Standard de Liège.

## Palmarès
- Championne de Belgique en 2016 et en 2017 avec le Standard de Liège